# Тронтель, Жан
Жан Тро́нтель (словен. Žan Trontelj; 21 января 2000, Гросупле) — словенский футболист, защитник луганской «Зари», выступающий на правах аренды за хорватский клуб «Горица».

## Клубная карьера
Воспитанник «Браво», в составе которого и начал взрослую футбольную карьеру. Дебютировал за клуб 25 октября 2017 года в ничейном (0:0) выездном поединке 12-го тура Второй лиги Словении против «Краня». Жан вышел на поле в стартовом составе и отыграл весь матч, а на 23-й минуте получил жёлтую карточку. В элите словенского футбола дебютировал 2 ноября 2019 года в проигранном (0:1) домашнем поединке 16-го тура против «Марибора». Тронтель вышел на поле в стартовом составе и отыграл весь матч, а на 62-й минуте получил жёлтую карточку. Первым голом в высшем дивизионе словенского чемпионата отличился 13 апреля 2021 года на 28-й минуте ничейного (1:1) выездного поединка 27-го тура против столичной «Олимпии». Жан вышел на поле в стартовом составе, а на 65-й минуте его заменил Матеж Матко. Всего в составе «Браво» провёл 132 матча, в которых отличился 2-мя голами и 3-мя результативными передачами.
В конце июля 2023 года свободным агентом перешел в «Муру». В футболке столичного клуба дебютировал 30 июля 2023 года в проигранном (0:5) выездном поединке 2-го тура Первой лиги Словении против «Целе». Тронтель вышел на поле на 64-й минуте вместо косовара Леарда Садриу. Первым голом за «Муру» отличился 22 октября 2023 года на 11-й минуте ничейного (2:2) домашнего поединка 13-го тура Первой лиги Словении против «Копера». Жан вышел на поле в стартовом составе и отыграл весь матч. В сезоне 2023/24 сыграл 33 матча, в которых отличился 2-мя голами и 3-мя голевыми передачами.
24 июня 2024 года подписал контракт с луганской «Зарёй».

## Карьера в сборной
Выступал за юношеские сборные Словении (U-16), (U-17), (U-18) и (U-19).
В футболке молодёжной сборной Словении дебютировал 17 ноября 2020 года в ничейном (2:2) товарищеском поединке против России. Жан вышел на поле на 78-й минуте вместо Ника Прелеца.